# 낙수장
낙수장(落水莊, 영어: Fallingwater 폴링워터[*])은 1935년 프랭크 로이드 라이트가 미국 펜실베이니아주 피츠버그에서 동남쪽으로 약 110 km 떨어진 러럴 하이랜드에 설계, 건설된 주택이다. 펜실베이니아주 스프링필드 타운십의 밀런 섹션에 있는 베어런 폭포 바로 위에 지어졌다. 이 주택은 피츠버그에 있는 카우프만즈 백화점의 소유주인 릴리안과 에드거 J. 카우프만 부부를 위한 휴양용 저택으로 지어졌다.
완공 이후 《타임》에서는 낙수장이 라이트의 "가장 놀라운 역작"이라고 칭했고 《스미스소니언》에서는 "죽기 전에 꼭 가봐야 할 28개 인생 장소 목록"에 등재되었다. 1976년 5월 11일에는 낙수장이 미국 국립역사기념물으로 지정되었다. 1991년에는 미국 건축협회에서 낙수장을 "미국 건축 중 역대 최고 작품"으로 선정했으며, 2007년 미국 건축협회가 선정한 미국인이 가장 좋아하는 건축물에서 29위에 선정되었다.
낙수장과 라이트가 지은 7개 다른 건축물은 2019년 "20세기 프랭크 로이드 라이트의 건축물"이라는 이름으로 세계유산에 지정되었다.

## 역사
당시 67세 나이였던 프랭크 로이드 라이트는 3개 건물을 설계하고 시공할 기회를 얻게 된다. 1930년대 후반 건축한 3개 작품(낙수장, 위스콘신주 러신의 존슨왁스 본사, 매디슨의 허버트와 캐서린 제이콥스의 첫 저택)을 통해 라이트는 건축계에서 다시 명성을 얻게 된다.

### 카우프만

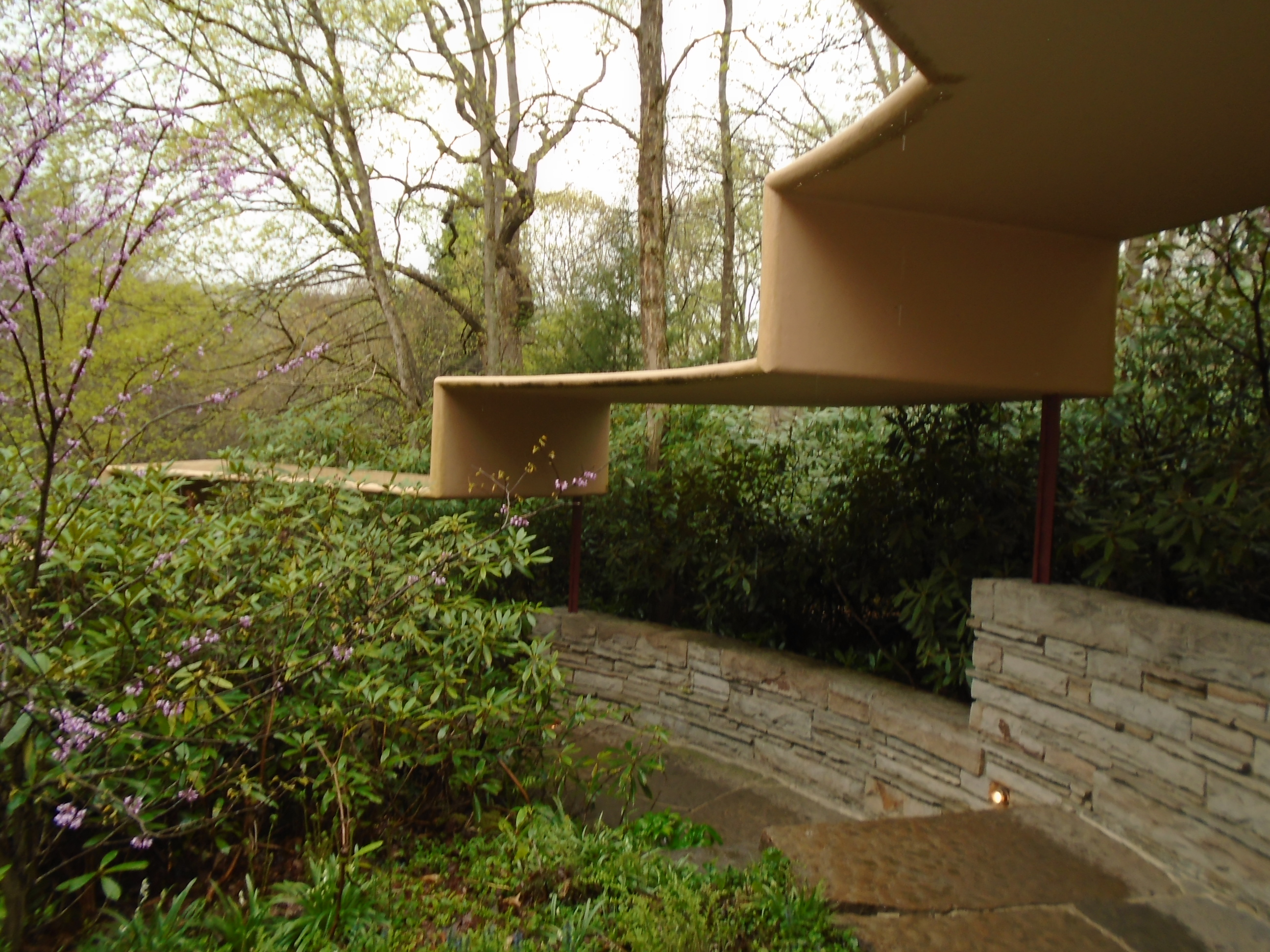
낙수장의 집 본관에서 게스트룸으로 향하는 계단의 모습.

에드거 J. 카우프만은 피츠버그의 사업가이자 카우프만 백화점의 사장이었다. 릴리안 카우프만은 남편과 마찬가지로 승마와 하이킹을 즐겨 하는 외향인이었다. 릴리안은 미적 감각이 뛰어났으며 이는 집 설계에서도 드러났다.
에드거와 릴리안 사이에서 낳은 외아들인 에드거 카우프만 주니어가 아버지와 프랭크 로이드 라이트를 잇는 동아줄 역할을 했다. 1934년 카우프만은 프랭크 로이드 라이트의 자서전(1932년 작)을 읽고 그 해 9월 위스콘신주에 있는 라이트의 저택을 가기 위해 여행을 떠났다. 3주만에 카우프만은 라이트와 그의 아내였던 올기바나가 1932년에 만든 공동건축교과과정인 텔리에신 펠로우십에서 견습생 생활을 시작했다. 1934년 11월 텔리에신에서 아들을 보기 위해 카우프만이 방문하면서 에드거와 릴리안 카우프만이 처음으로 라이트를 만났다.
카우프만 부부는 1932년 피츠버그의 건축가인 벤노 얀센이 설계한 폭스채플의 프랑스노르만 부동산 소유 라투렐에 살고 있었다. 하지만 카우프만 가족은 피츠버그 외곽의 폭포 인근에 있는 작은 오두막집도 가지고 있었는데 이 집은 여름철 휴양지로 사용하고 있었다. 이 오두막이 많이 낡아지자 카우프만은 라이트에게 연락했다.
1934년 12월 18일 라이트는 베어런을 방문해 폭포 주변 지역의 측량을 요청했다. 펜실베이니아주 유니언타운에 소재한 페이에트 엔지니어링 회사는 폭포 인근의 모든 볼더, 나무, 지형 등등을 측량한 보고서를 작성해 1935년 3월 라이트에게 제출했다.

### 건축

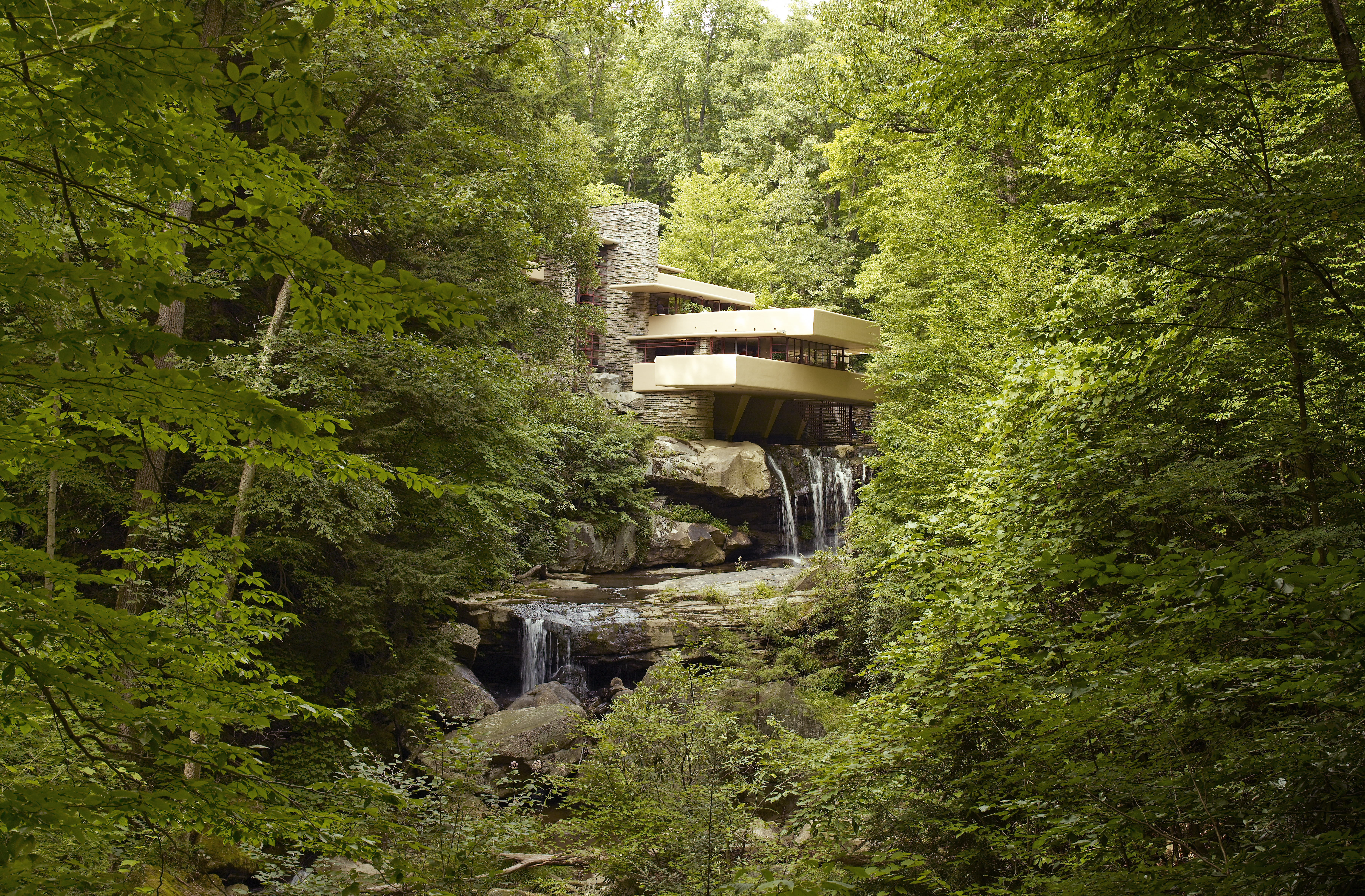
베어런에서 바라본 낙수장의 모습.

프랭크 로이드 라이트의 텔리에신 제자들의 증언에 따르면 카우프만은 처음으로 만난 이후 9개월이 지난 9월 22일 밀워키에 있었고 일요일 아침 일찍 집에 있던 라이트에게 전화를 걸어 그날 갑작스레 방문한다는 소식을 들어 라이트를 깜짝 놀라게 했다고 말했다. 라이트는 카우프만과 이전까지 대화에서 진전이 있다고 말했지만 실제로는 아무 것도 하지 않은 상태였다. 아침식사 후 매우 긴장한 견습생들 사이에 있던 라이트는 카우프만이 텔리에신으로 운전해 이동하는 2시간 동안 침착하게 설계도를 그렸다. 당시 텔리에신의 견습생이었던 에드거 테펠과 로버트 모셔는 나중에 라이트가 설계도를 그릴 때 공간이 어떻게 사용될 지 이야기하면서 형태에서 기능을 직접 연결했다고 말했다.
라이트는 폭포 바로 위에 집이 얹혀지게 설계했다. 하지만 카우프만은 폭포 아래에 집이 있어야 폭포가 잘 보일 것이라고 생각했다. 이 때문에 카우프만은 처음 이러한 변화에 매우 화가 났다고 말했다.
카우프만 부부는 대규모 인원을 접대할 계획이었기 때문에 집의 크기가 원래 계획했던 크기보다 훨씬 커져야 했다. 또한 성인 아들을 위한 침실과 또 다른 침실과 추가 게스트룸도 요청했다. 이런 요청을 해결하기 위해 외팔보(캔틸레버) 구조가 활용되었다. 낙수장의 구조 설계는 존슨왁스 본사 설계 당시 라이트의 혁신적인 설계에서 기둥구조를 담당했던 현장 엔지니어였던 멘들 글릭만과 윌리엄 웨슬리 피터스가 함께 맡았다.
1935년 10월 15일에는 카우프만의 건설 허가를 받기 위해 예비설계도가 만들어졌으며 그 후 건설비용 견적을 따지기 위해 라이트가 추가로 현장을 방문했다. 1935년 12월에는 집 벽을 짓는데 필요한 돌을 캐기 위해 부지 서쪽에 방치되어 있던 오래된 채석장이 다시 문을 열었다. 라이트는 공사 기간 동안 주기적으로 현장을 방문했고 견습생이었던 로버트 모셔를 영구현장대표에 임명했다. 1936년 3월에는 라이트가 최종도면을 만들었으며 4월에는 다리와 본관 건설을 시작했다.
낙수장 건설은 라이트, 카우프만, 시공업체 사이 갈등으로 어려움을 겪었다. 라이트가 철근 콘크리트 사용 경험이 부족해 미숙하다고 생각한 카우프만은 건축가가 대범하게 짠 캔틸레버 설계도를 설계 컨설팅 회사에게 들고 가 따로 문의했다. 보고서를 받은 라이트는 즉시 카우프만에게 도면을 돌려달라고 요구하고 프로젝트에서 빠지겠다고 밝히며 불쾌함을 말했다. 카우프만은 라이트의 제안을 받아들였고 엔지니어의 보고서는 집 돌담 안에 묻혔다.
캔틸레버로 된 층을 보강하기 위해 라이트의 설계팀은 거대한 콘크리트 덩어리 슬래브에 거꾸로 된 T자형 빔을 완전히 붙혀 아래 공간을 마치 천장처럼 만들고 압축저항력을 강화했다. 엔지니어였기도 했던 도급업자인 월터 홀은 따로 계산하여 1층 슬래브의 철근 갯수를 늘려야 한다고 주장했지만 라이트는 이 제안을 거절했다. 이에도 불구하고 도급업체가 몰래 조용히 철근 양을 2배로 늘렸다는 추측이 있었으며 카우프만의 엔지니어들도 라이트가 지정한 철근의 양보다 거의 2배가 많았다고 증언했다. 1995년 시작된 복원공사 과정에서 설계도면에는 없던 추가 콘크리트 보강재가 있었던 것도 확인되었다.
또한 도급업체는 캔틸레버의 침하와 처짐 현상을 막기 위해 거푸집에 약간 위로 향하는 경사를 두지 않고 없애버렸다. 하지만 짓고 나서 거푸집을 제거하자 캔틸레버가 눈에 띄게 아래로 처지는 현상이 보였다. 자신이 허가하지 않았던 철근 추가 사실을 알게 된 라이트는 모셔를 따로 불렀다. 이 때 카우프만의 승인을 받은 컨설팅 엔지니어들이 서쪽 테라스의 주기등 철골빔 아래에 지지벽을 설치했다. 현장 방문에서 이 지지벽을 발견한 라이트는 모셔에게 돌을 천천히 빼라고 지시했다. 나중에 카우프만이 자신이 한 일을 라이트에게 고백했을 때 라이트는 모셔에게 시킨 일을 보여주었고 캔틸레버가 벽의 지지 없이도 지난 한달 간 시험부하를 잘 견뎌냈다고 지적했다.
본관은 1938년 완공되었고 게스트하우스는 그 다음 해인 1939년 완공되었다.

### 건축 비용
낙수장을 짓는데 초기 예상 비용으로는 3만 5천 달러로 예상되었다. 본관과 게스트하우스를 짓는데 든 전체 비용은 총 15만 5천 달러로, 여기에는 본관 건축 비용 7만 5천 달러, 마감재 및 가구 2만 2천 달러, 게스트하우스, 차고 및 하인 숙소 건축 비용 5만 달러, 건축가 수수료 8천 달러 등으로 구성된다. 1938년부터 1941년까지 추가 세부사항 및 인테리어, 조명 변경에 2만 2천 달러 이상이 소요되었다.
인플레이션을 반영해 조정한 비용은 2022년 기준 15만 5천 달러는 330만 달러에 해당한다. 2001년 복원사업 당시 소요된 비용은 1,150만 달러로 2022년 기준 약 1,900만 달러이다.

### 사용
낙수장은 1937년부터 1963년까지 카우프만 가족이 주말별장으로 사용하다 1963년 에드거 카우프만 주니어가 낙수장 부동산을 서펜실베이니아 관리단에 기부했다. 카우프만 가족들은 피츠버그 공단의 열기와 연기를 피하기 위해 낙수장으로 피신했다. 릴리안 카우프만은 이곳에서 누드 수영을 즐겼으며 현대 미술, 특히 시골집의 손님이었던 디에고 리베라의 작품을 수집했다.
[라이트는] 사람이 자연의 피조물이라는 사실을 이해하여 자연에 순응하는 건축이 인간의 기본에 순응하는 건축이 될 거라 생각했다. 예를 들어 모든 낙수장(sic)은 넓은 창문으로 열려있지만 안에 있는 사람들은 깊은 동굴처럼 보호받으며 등뒤의 언덕처럼 지켜준다.— 에드거 카우프만 주니어

## 설계

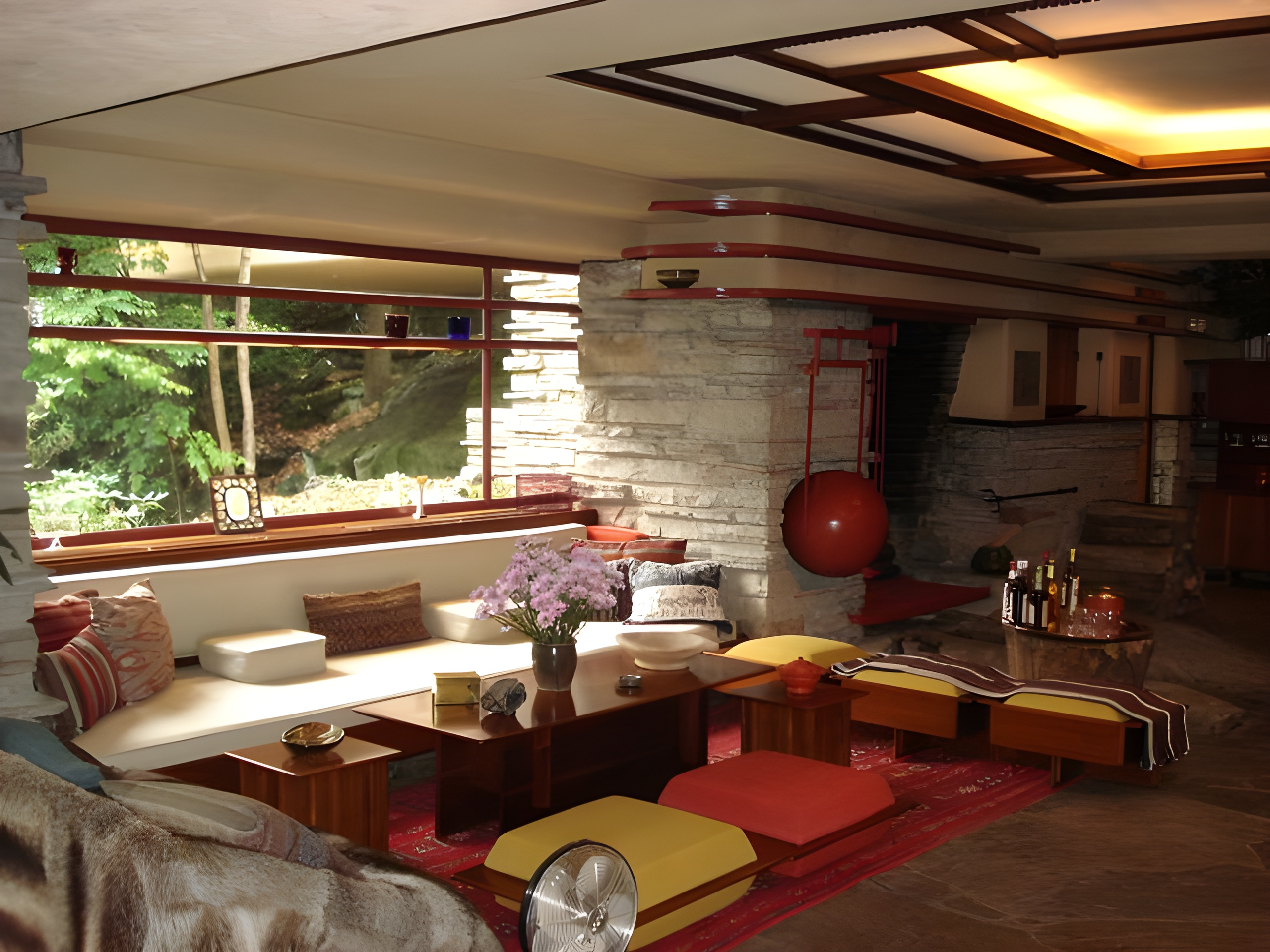
낙수장 본관의 거실 내부 모습. 거실 내부 가구 또한 라이트가 전부 설계한 작품이다.

낙수장은 자연의 역동성을 보여주며 건축과 자연이 하나됨을 보여주는 라이트의 걸작 중 하나로 언급되고 있다. 낙수장은 라이트의 유기적 건축을 보여주는 대표적인 작품이다. 일본식 건축에 관심이 많던 라이트는 낙수장을 설계할 때도 일본식 건축 요소가 상당부분 들어갔는데, 특히 외부와 내부공간의 상호소통을 중요시하고 인간과 자연의 조화를 강조한 점이 눈에 띈다. 현대 일본 건축가인 안도 다다오는 낙수장에 대해 다음과 같이 평가했다.
라이트는 건축에서 가장 중요한 공간에 대한 논의를 일본 건축에서 배웠다고 생각한다. 펜실베이니아의 낙수장을 방문했을 때도 공간에서 동일한 감성을 느꼈다. 거기서 내 마음을 사로잡은 것은 자연의 소리였다.— 안도 다다오, 1995년

유기적으로 설계된 낙수장은 소유주를 위한 자연 휴양지로 설계되었다. 낙수장은 부지 사이가 서로 연결된 설계로 알려져 있다. 또한 집 아래로는 바로 물이 계속 흐르는 폭포가 놓여 있다.

## 같이 보기
- 카우프만 데저트 하우스
- 켄턱 노브
- 프랭크 로이드 라이트의 작품 목록

## 참고 문헌
- Storrer, William Allin. The Frank Lloyd Wright Companion. University of Chicago Press, 2006, ISBN 0-226-77621-2 (S.230)
- Trapp, Frank (1987). 《Peter Blume》. Rizzoli, New York.
- Hoffmann, Donald (1993). 《Frank Lloyd Wright's Fallingwater: The House and Its History》 2판. Dover Publications. ISBN 0-486-27430-6.
- Brand, Stewart (1995). 《How Buildings Learn: What Happens After They're Built》. Penguin Books. ISBN 0-14-013996-6.
- McCarter, Robert (2002). 《Fallingwater Aid (Architecture in Detail)》. Phaidon Press. ISBN 0-7148-4213-3.

## 추가 읽기
- Donald Hoffman, Fallingwater: The House and Its History (Dover Publications, 1993)
- Edgar Kaufmann Jr., Fallingwater: A Frank Lloyd Wright Country House (Abbeville Press 1986)
- Robert McCarter, Fallingwater Aid (Architecture in Detail) (Phaidon Press 2002)
- Franklin Toker, Fallingwater Rising: Frank Lloyd Wright, E. J. Kaufmann, and America's Most Extraordinary House (Knopf, 2005)
- Lynda S. Waggoner and the Western Pennsylvania Conservancy, Fallingwater: Frank Lloyd Wright's Romance With Nature (Universe Publishing 1996)